# Lawit
Lawit (Gunung Lawit) je planina na otoku Borneo. Visoka je 1767 metara, a nalazi se na međunarodnoj granici između Indonezije i Malezije. Na indonezijskoj strani granice, planina je unutar Nacionalnog parka Betung Kerihun.